# Korntal
Korntal är ett äldre mått på avkastning på jordbruksprodukter, främst olika sädesslag.
I dagligt tal har det levat kvar i att man ofta säger att vetet exempelvis ger "femtonde kornet" och liknande. Med det menas att för varje sått sädeskorn har man fått femton tillbaka. Principen för att mäta avkastning utifrån hur mycket utsädet gav tillbaka i skörd går tillbaka ända till Bibeln, där tiofaldig avkastning anges som en mycket god skörd. Idag används andra sätt att mäta avkastningen på jordbruksprodukter.